# Boreastilop
El boreastilop (Boreastylops lumbrerensis) és una espècie extinta de mamífer notoungulat de la família dels notostilòpids que visqué a Sud-amèrica durant l'Eocè, fa entre 41,3 i 47,8 milions d'anys. Se n'han trobat restes fòssils a la província argentina de Salta. Es tracta de l'única espècie del gènere Boreastylops. Era un herbívor relativament gros. Es calcula que devia pesar uns 21 kg. Fou descrit a partir d'un conjunt d'ossos trencats i deformats, entre els quals hi havia un astràgal esquerre.